# Nihoa pictipes
Espèce
Synonymes
- Encyocrypta pictipes Pocock, 1898

Nihoa pictipes est une espèce d'araignées mygalomorphes de la famille des Barychelidae.

## Distribution
Cette espèce se rencontre en Papouasie-Nouvelle-Guinée en Nouvelle-Bretagne, en Nouvelle-Irlande et à Port Moresby et aux Salomon en Nouvelle-Géorgie,.

## Description
Le mâle décrit par Raven en 1994 mesure 10 mm et la femelle 13 mm.

## Publication originale
- Pocock, 1898 : « Scorpions, Pedipalpi and spiders collected by Dr Willey in New Britain, the Solomon Islands, Loyalty Islands, etc. » Zoological results based on material from New Britain, New Guinea, Loyalty Islands and elsewhere, collected during the years 1895, 1896 and 1897, London, vol. 1 p. 95-120 (texte intégral).